# Nova Kapela
Nova Kapela es un municipio de Croacia en el condado de Brod-Posavina.

## Geografía
Se encuentra a una altitud de 119 msnm a 167 km de la capital nacional, Zagreb.

## Demografía
En el censo 2011 el total de población del municipio fue de 4 227 habitantes, distribuidos en las siguientes localidades:
- Batrina
- Bili Brig
- Donji Lipovac
- Dragovci
- Gornji Lipovac
- Magić Mala
- Nova Kapela
- Pavlovci
- Seoce
- Siče
- Srednji Lipovac
- Stara Kapela

| Gráfica de población de Nova Kapela 1857-2011                       |
|                                                                     |
| Según los censos de población de la oficina estadística de Croacia. |